# Cristóbal López Romero
Cristóbal López Romero, S. D. B. (Vélez-Rubio, 19 de mayo de 1952), es un sacerdote, arzobispo y cardenal salesiano español nacionalizado paraguayo, actualmente arzobispo de Rabat.

## Biografía

### Primeros años y formación
Cristóbal nació el 19 de mayo de 1952, en Vélez-Rubio, provincia de Almería, España.
De pequeño, su familia emigró a Badalona (Barcelona), donde estudió con los salesianos.
Es licenciado en Periodismo por la UAB e hizo estudios de Teología en el Seminario salesiano de Barcelona. 

### Sacerdocio
Fue ordenado sacerdote el 19 de mayo de 1979, en Barcelona.
En 1984, a los 32 años de edad, fue destinado a Paraguay en donde pasó 18 años, entre 1984 y 2002, siendo provincial de 1994 a 2000. En dicho país fue presidente de la Conferencia de religiosos y asesor del Ministerio de Educación. Fundó la Asociación de Periodistas Católicos de Paraguay. Como consecuencia de su estadía, se nacionalizó paraguayo.
Entre 2003 y 2010 fue responsable de la comunidad salesiana, la escuela y el centro de Formación Profesional Don Bosco de Kenitra, a 40 km de Rabat.
Entre 2011 y 2014 fue provincial salesiano de Bolivia. En 2014 fue nombrado provincial de la Inspectoría salesiana María Auxiliadora con sede en Sevilla.

### Episcopado
El 29 de diciembre de 2017 el papa Francisco lo nombró  arzobispo de Rabat. Fue consagrado el 10 de marzo de 2018. Poco más de un año después, en marzo de 2019, recibió al papa durante su viaje de Estado a Marruecos.
El 24 de mayo de 2019, el papa Francisco lo nombró administrador apostólico de Tánger, cargo que desempeñó hasta el 25 de febrero de 2022.

### Cardenalato
El 5 de octubre de 2019, el mismo pontífice lo creó cardenal en la Basílica de San Pedro de la Ciudad del Vaticano.
El 14 de enero de 2020 fue nombrado miembro del Pontificio Consejo para el Diálogo Interreligioso.
El 3 de mayo de 2022 fue nombrado miembro de la Congregación para el Culto Divino y la Disciplina de los Sacramentos ad quinquennium.